# Nathan Nunn
Nathan Nunn (* 9. Juli 1974) ist ein kanadischer Ökonom (Politische Ökonomie, Entwicklungsökonomie) und Wirtschaftshistoriker.
Nunn studierte Wirtschaftswissenschaften an der Simon Fraser University mit dem Bachelor-Abschluss 1998 und an der University of Toronto mit dem Master-Abschluss 2000 und der Promotion 2005. Im selben Jahr wurde er Assistant Professor an der University of British Columbia und 2007 Assistant Professor, 2011 Paul Sack Associate Professor und 2012 Professor an der Harvard University, an der er ab 2016 Frederic E. Abbe Professor für Ökonomie war. 2022 wechselte er an die University of British Columbia.
Er ist besonders bekannt für seine Forschung zur ökonomischen Langzeitwirkung des Sklavenhandels (sowohl des atlantischen als auch des arabischen) in Afrika, die nach ihm ein Hauptgrund für die andauernde Unterentwicklung waren und auch bis heute Misstrauen zwischen ethnischen Gruppen beförderten. Für Sklavenhändler schwierig zu erreichende Gebiete hatten dagegen Vorteile.
Die Einführung der Kartoffel aus Lateinamerika war nach Nunn und Nancy Qian für mindestens ein Viertel des Anstiegs der Bevölkerung und Verstädterung zwischen 1700 und 1900 verantwortlich. In einer Untersuchung mit Alberto Alesina und Paola Giuliano führt er eine Änderung in der Geschlechterrolle zugunsten des Mannes auf die Pflugwirtschaft zurück. In einer Arbeit aus dem Jahr 2007 stellt er die Rolle einer Nation, Handelsverträge zu erzwingen, als herausragenden Faktor für ökonomische Vorteile heraus.
Er ist Research Associate des National Bureau of Economic Research. Nunn ist Mitherausgeber des Journal of Development Economics. Er gehörte zu den 25 hoffnungsvollen Nachwuchsökonomen, die der International Monetary Fund 2014 auswählte.

## Schriften (Auswahl)
- Relationship-Specificity, Incomplete Contracts, and the Pattern of Trade. In: The Quarterly Journal of Economics, Band 122, 2007, S. 569–600.
- Historical Legacies: A Model Linking Africa's Past to its Current Underdevelopment. In: Journal of Development Economics, Band 83, 2007, S. 157–175.
- The Long-term Effects of Africa's Slave Trades. In: The Quarterly Journal of Economics, Band 123, 2008, S. 139–176.
- The Importance of History for Economic Development. In: Annual Review of Economics, Band 1, 2009; S. 65–92.
- mit Leonard Wantchekon: The Slave Trade and the Origins of Mistrust in Africa. In: American Economic Review, Band 101, 2011, S. 3221–3252.
- mit N. Qian: The Potato's Contribution to Population and Urbanization: Evidence from a Historical Experiment. In: The Quarterly Journal of Economics, Band 126, 2011, S. 593–650.
- mit D. Puga: Ruggedness: The Blessing of Bad Geography in Africa. In: Review of Economics and Statistics, Band 94, 2012, S. 20–36.
- mit P. Giuliano: The Transmission of Democracy: From the Village to the Nation-State. In: American Economic Review, Band 103, 2013, S. 86–92.
- mit A. Alesina, P. Giuliano: On the Origins of Gender Roles: Women and the Plough. In: The Quarterly Journal of Economics, Band 128, 2013, S. 469–530.
- mit N. Qian: U.S. Food Aid and Civil Conflict. In: American Economic Review, Band 104, 2014, S. 1630–1666.
- mit Emmanuel K. Akyeampong, Robert H. Bates, James Robinson (Hrsg.): Africa’s Development in Historical Perspective. Cambridge University Press, Cambridge 2014, ISBN 978-1-107-04115-8.
- mit N. Qian: The Determinants of Food Aid Provisions to Africa and the Developing World. In: S. Edwards, S. Johnson, D. N. Weil: African Successes: Sustainable Growth. Band 4, University of Chicago Press, 2016, S. 161–178.
- The Historical Roots of Economic Development. In: Science, Band 367, 2020.